# Dirphia horcana
Dirphia horcana är en fjärilsart som beskrevs av William Schaus 1911. Dirphia horcana ingår i släktet Dirphia och familjen påfågelsspinnare. Inga underarter finns listade i Catalogue of Life.